# 谷正伦
谷正伦（1889年—1953年），字纪常，贵州安顺人。中華民国国军軍事将领，官拜中華民國憲兵中將，曾任憲兵司令、甘肅省政府主席、貴州省政府主席、南京市代理市長、糧食部長、總統府國策顧問，被譽為「中華民國憲兵之父」，並揭示：「不說謊，不作假，守本分，盡職責。」為中華民國憲兵的座右銘。
兩位胞弟谷正綱、谷正鼎，皆為中國國民黨黨員，也被稱為「一門三中委」。
目前安葬於五指山國軍示範公墓，與夫人白氏同葬。

## 1889年－1925年
1906年，毕业于贵州陆军小学，保送湖北陆军第三中学堂学习。1909年再保送日本東京振武学校深造，并于其间参加中国同盟会。1911年，回国随黄兴参加武昌起义，12月任汉阳总指挥部少校副官。
1913年（民國二年），任南京临时政府总统府陆军部少校科员，不久到日本士官学校学习炮兵。1916年，学成归国后任黔军炮兵团上校团长，不久转任步兵团长。随后的护法战争中率部入川，攻克成都、遂宁。1920年，升任黔军第二混成旅旅长。
1921年率部撤反贵州，奉孙中山令兼任贵州南路卫戍中将司令。在平定桂军陆荣廷叛乱中，6月兼任中央直辖黔军第四路军中将司令，率部攻克柳州，进占桂林，12月升任中央直辖黔军上将总司令。后因部属叛变回贵阳，化装经重庆抵上海闭门读书。1923年7月，任湘军第一师顾问，10月兼军官讲习所少将教育长。

## 1926年－1936年
1926年（民國十五年），任国民革命军独立第二师副师长兼第一旅旅长，率部北伐克九江。1927年4月，升任国民革命军第四十军第一师师长。1928年，兼任南京上将戒严司令、首都中将卫戍副司令。1932年，任首都上将卫戍司令、宪兵中将司令、代理南京市市长。
1933年5月，於南京江寧成立憲兵訓練所。1934年6月，平息南京领事馆副领事藏本失踪事件。1935年，在中国国民党第五次全国代表大会上当选为中央委员、中央执行委员。1936年3月，兼任憲兵學校中將教育長。1937年，兼任军事委员会军法执行总部副监。

## 1937年－1945年
- 1937年（民国二十六年）抗战爆发后，率部参加南京保卫战。南京失陷后，率宪兵司令部至湖南长沙。兼任军事委员会軍法執行副監。
- 1939年2月，任鄂湘川黔绥靖主任兼第六战区副司令长官。任中清查户口，建全保甲，巩固抗战后方。
- 1940年，调任甘肃省主席兼保安司令。
- 1941年，兼西北训练团副团长，9月任行政院水利委员。
- 1942年，兼甘新公路督办。任职期间重视建设、民生，发展农林牧，修筑天兰铁路；整顿行政，改善粮政，除弊便民。

## 1947年－去世
1947年（民國三十六年）4月23日，国民政府准免糧食部部長谷正倫本職；特任谷正倫為行政院政务委员，兼粮食部部长。:83405月23日，糧食部長谷正倫向國民參政會報告，謂管理糧食辦法，為拋售糧食，抑平漲風，平價配售等。:83607月18日，國民政府舉行國務會議，通過糧食部部長谷正倫辭職，任命俞飛鵬為糧食部長。:8385
1948年5月，回任贵州省政府主席兼保安司令，后有任贵州绥靖公署二级上将主任。任职期间召训财经干部，扩充保安团，训练反共自卫干部。
1949年11月，中国人民解放军进逼贵阳，只身经昆明飞香港，又转飞台灣。
1950年，任中華民國总统府国策顾问。1953年11月3日上午11時，因胃癌在台北逝世。

## 相關連結
- 谷正纲
- 谷正鼎
- 皮以書
- 憲兵學校